# Microcythere gibba
Microcythere gibba is een mosselkreeftjessoort uit de familie van de Microcytheridae. De wetenschappelijke naam van de soort is voor het eerst geldig gepubliceerd in 1894 door Müller.